# 牛頓鎮區 (北卡羅萊納州卡托巴縣)
牛頓鎮區（英語：Newton Township）是位於美國北卡羅萊納州卡托巴縣的一個鎮區。

## 地方資料
牛頓鎮區的面積為151.77平方千米，皆為陸地。根據2020年美國人口普查的數據，當地共有人口30748人，而人口密度為每平方千米202.6人。